# Glass Onion
«Glass Onion» (буквально с англ. — «Стеклянная луковица», жарг. Монокль) — песня The Beatles из Белого альбома.

## Содержание
В тексте песни много аллюзий на другие композиции группы: «Strawberry Fields Forever», «I Am the Walrus», «Lady Madonna», «The Fool on the Hill», «Fixing a Hole», «There’s a Place», «I’m Looking Through You» и «Within You Without You». Кроме того, в ней упоминается ливерпульский приморский район Чугунный берег.
Строчка «Морж — это был Пол» (англ. The Walrus was Paul) — одновременно и отсылка к «I Am the Walrus», и сатирический намёк Леннона на Маккартни. Сам Леннон позже объяснял её значение следующим образом:

Я вставил эту строчку («Морж — это был Пол»), чтобы всех запутать ещё больше. С тем же успехом у меня могло придуматься «Этот фокстерьер — это Пол». Ну то есть это был просто поэтический приём. Дело в том, что я до упаду смеялся над тарарамом, который развели критики вокруг Пеппера — дескать, что будет, если прослушать его задом наперёд и встать при этом на голову, или что-то подобное.
Оригинальный текст (англ.)I threw the line in — «the Walrus was Paul» — just to confuse everybody a bit more. It could have been «The fox terrier is Paul». I mean, it's just a bit of poetry. I was having a laugh because there'd been so much gobbledygook about Pepper — play it backwards and you stand on your head and all that.

В рамках масштабного переиздания Белого альбома в 2018 году к песне был выпущен официальный видеоклип.

## Участники записи
В записи песни принимали участие:
- Джон Леннон — вокал, акустическая гитара
- Пол Маккартни — бас-гитара, фортепьяно, блокфлейта
- Джордж Харрисон — гитара
- Ринго Старр — ударная установка, тамбурин
- Джордж Мартин — аранжировка
- Генри Дэтинер — скрипка
- Эрик Боуи — скрипка
- Норман Ледермэн — скрипка
- Рональд Томас — скрипка
- Джон Андервуд — альт
- Кийт Каммингс — альт
- Элдон Фокс — виолончель
- Реджинальд Килби — виолончель